# Višňová (nádraží)
Višňová je železniční stanice ve stejnojmenné obci v okrese Liberec, na jednokolejné železniční trati Liberec–Zawidów. Stanice je zbudovaná ve směru sever–jih a nachází se severně od centra obce. Prostorem stanice prochází hranice mezi katastrálními územími Višňová a Předlánce. Východně od stanice je vedena silnice III/0353. Na severním zhlaví tato silnice trať křižuje na železničním přejezdu.

## Popis stanice
Stanice je trojkolejná a mezi jednotlivými kolejemi se nachází nástupiště o délce 60 metrů. Východně od kolejiště stojí zděná patrová staniční budova (Předlánce, čp. 89). Východně od ní je vedena silniční komunikace.

## Provoz
Ve stanici zastavují osobní vlaky linky L6 Liberec – Frýdlant v Čechách – Černousy.

## Turistické trasy
Jihovýchodně od stanice, na křižovatce silnic III/0353 a III/0356 je rozcestník turistických tras pojmenovaný „Višňová – železniční stanice“. Tudy prochází Pašerácká naučná stezka, která vede k severu na rozcestí „Filipovka – železniční stanice“ a na jih směrem k Minkovicím. Severním směrem je její trasa totožná se žlutou turistickou značkou a část trasy je s nimi vedena také zelená trasa , která se po cca 500 metrech odpojí a pokračuje na rozcestník „Dubový rybník“. Jižním směrem je spolu s Pašeráckou naučnou stezkou vedena zelená trasa, která se po asi 500 metrech odpojí a pokračuje dále na Pohanské kameny, kde je stejnojmenný rozcestník. Žlutě značená trasa vychází od rozcestníku u višňovské železniční stanice východním směrem a pokračuje na „Bulovský potok – západní rozcestí“.

## Galerie

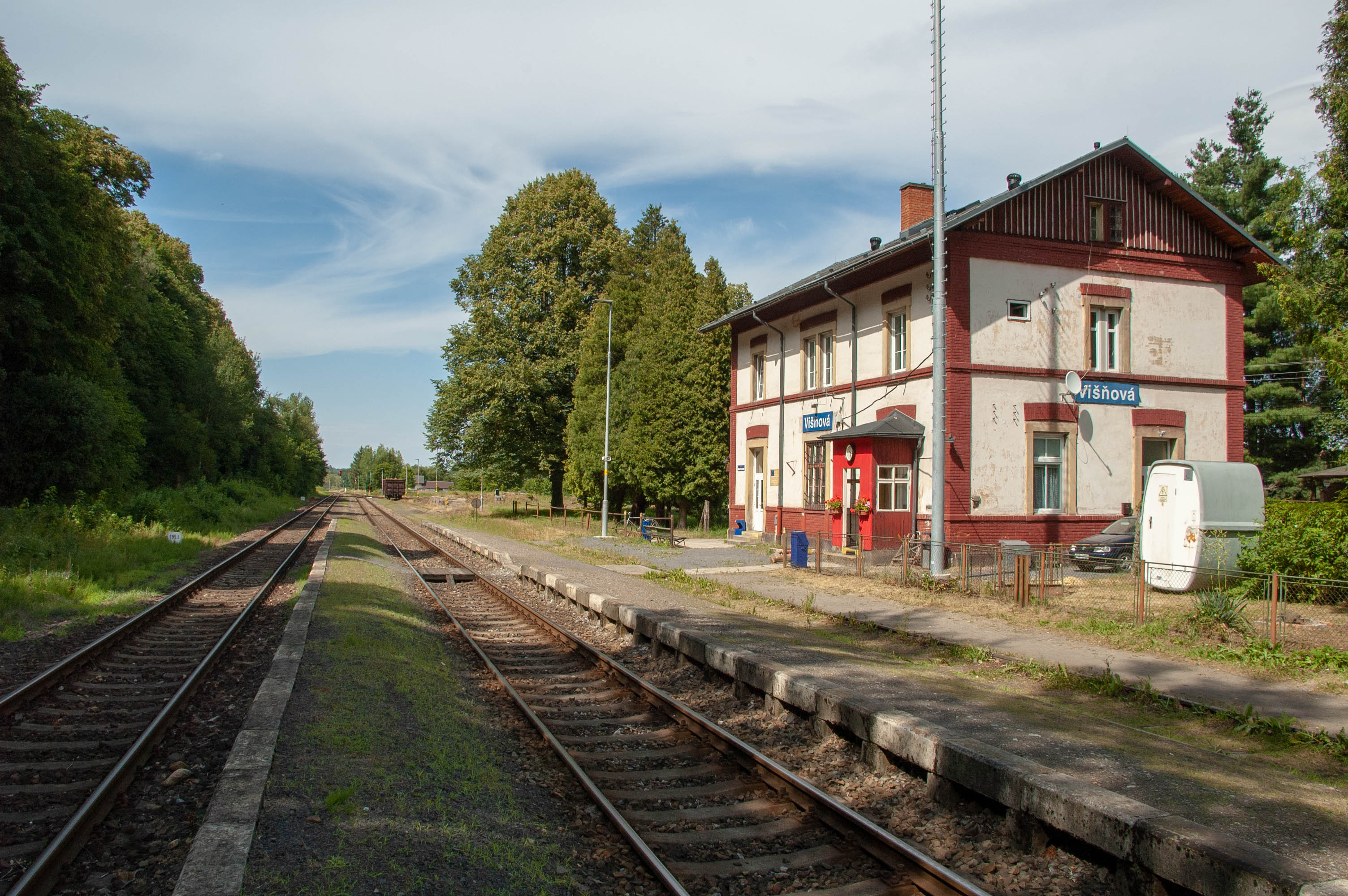
Pohled na kolejiště a staniční budovu
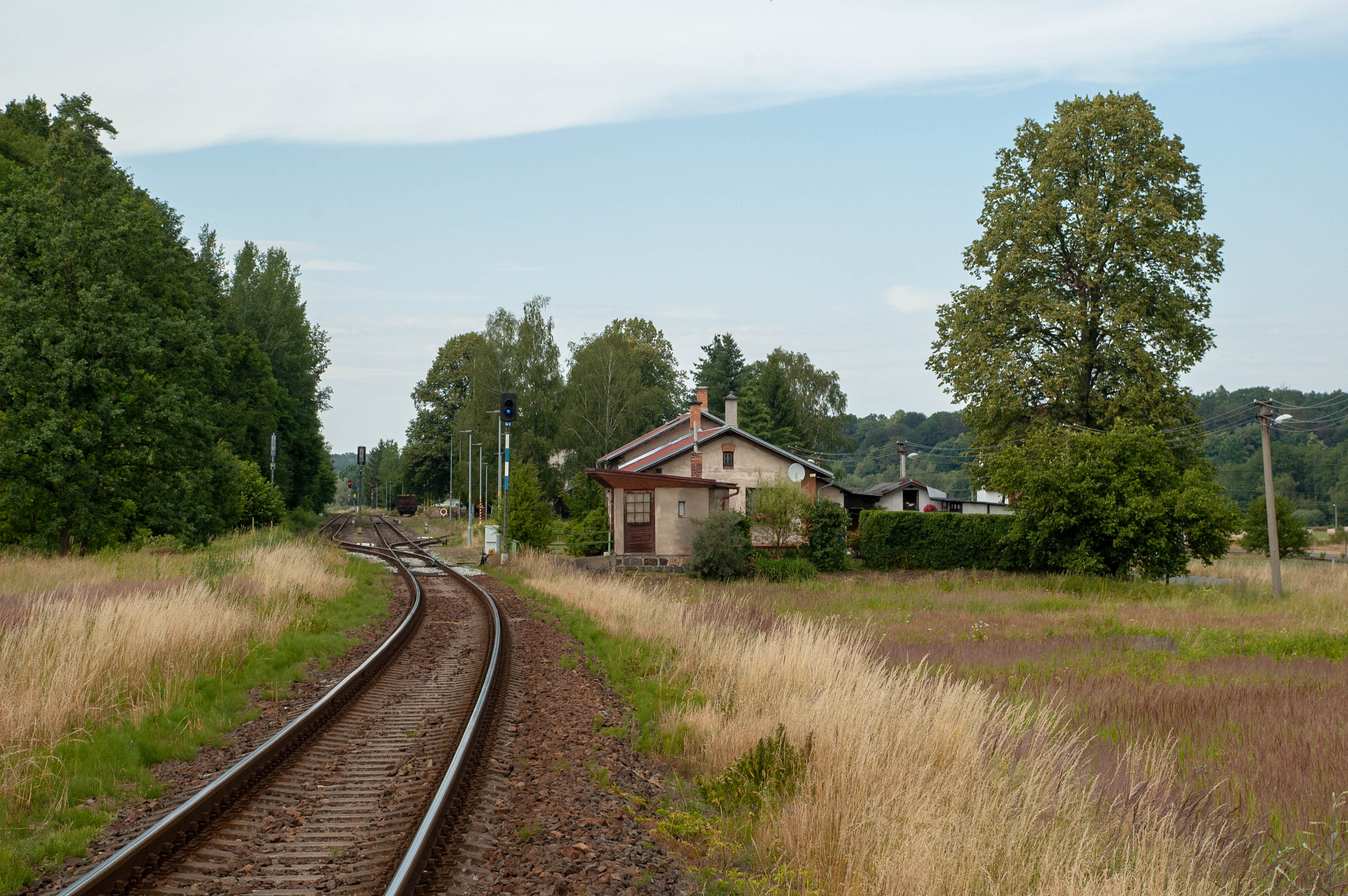
Pohled na vjezd do stanice